# Aleksander Broda (historyk)
Aleksander Broda (ur. 13 czerwca 1957 w Wolbromiu) – polski historyk sztuki, w latach 1999–2001 generalny konserwator zabytków.

## Życiorys
Aleksander Broda ukończył studia na Wydziale Historycznym Uniwersytetu Jagiellońskiego, w Instytucie Historii Sztuki; doktorat uzyskał na Uniwersytecie Kardynała Stefana Wyszyńskiego w Warszawie. Do 1999 sprawował funkcję wojewódzkiego konserwatora zabytków w byłym województwie częstochowskim. W tym okresie rozpoczęto na dużą skalę prace renowacyjne w klasztorze na Jasnej Górze. Związany z Ruchem Stu.

### Oskarżenie i areszt
Pod koniec 2001 trafił na 11 miesięcy do aresztu pod zarzutem przyjęcia łapówki, niegospodarności i płatnej protekcji. Miał otrzymać łapówkę od właściciela XVIII-wiecznego, drewnianego spichlerza z Borowna, w zamian za dotację na przeniesienie i odbudowę obiektu. Sprawę dotacji badała Najwyższa Izba Kontroli i nie stwierdziła nieprawidłowości. 12 grudnia 2007 po pięciu latach procesu Broda został przez sąd oczyszczony z zarzutów korupcyjnych, ale skazany za niedopełnienie obowiązków służbowych przy translokacji i restauracji obiektu. Razem z nim skazano właściciela Krzysztofa Stacherczaka. Czas aresztu zaliczono na poczet kary. Na początku 2011 roku Sąd Najwyższy uchylił wyrok dopatrując się błędów w procesie, i nakazał proces o spichlerz rozpocząć od nowa. W marcu 2015 roku Sąd Najwyższy oczyścił Brodę z zarzutów. W październiku 2015 roku Sąd Okręgowy w Częstochowie przyznał Brodzie ponad milion złotych jako zadośćuczynienie za bezpodstawne aresztowanie.
Spichlerz został przeniesiony i w 2007 roku zrekonstruowany przez prywatnego właściciela u podnóża ruin średniowiecznego zamku w Olsztynie k. Częstochowy. 18 kwietnia 2008 został uhonorowany prestiżową nagrodą Generalnego Konserwatora Zabytków „Zabytek Zadbany”.
Aleksander Broda po opuszczeniu aresztu założył firmę świadcząca usługi w zakresie doradztwa w sprawach obiektów zabytkowych.